# کوستلتس و کریژکو
کوستلتس و کریژکو (به چکی: Kostelec u Křížků) یک منطقهٔ مسکونی در جمهوری چک است که در ناحیه پراگ-شرق واقع شده‌است. کوستلتس و کریژکو ۴٫۱ کیلومتر مربع مساحت و ۵۸۳ نفر جمعیت دارد و ۴۱۱ متر بالاتر از سطح دریا واقع شده‌است.